# Georg Heuberger
Georg Heuberger (* 1946 in Budapest; † 7. November 2010 in Frankfurt am Main) war Gründungsdirektor des Jüdischen Museums Frankfurt und Repräsentant der Jewish Claims Conference Deutschland.

## Leben
Die Eltern Dolek und Franziska Heuberger waren 1943 dem Sammellager Bochnia im Generalgouvernement entkommen und über die Slowakei nach Ungarn geflohen. Von Budapest, wo sie den ungarischen Holocaust überlebte, kam die Familie über Prag und Paris 1948 nach Frankfurt. Heuberger studierte dort Jura bis zum ersten Staatsexamen und später an der Hebräischen Universität Jerusalem Sozialwissenschaften und Jüdische Zeitgeschichte. Er war von 1982 bis 1985 Rektoratsassistent an der Hochschule für Jüdische Studien in Heidelberg. 
1985 wurde er Gründungsdirektor des Jüdischen Museums Frankfurt und hat bis zu seinem Ruhestand im Januar 2006 zu den dort veranstalteten Ausstellungen die Herausgeberschaft der Ausstellungskataloge übernommen und selbst zahlreiche Aufsätze zu historischen und judaistischen Themen veröffentlicht. Als Museumsleiter war er auch Geschäftsführer der Kommission zur Erforschung der Geschichte der Frankfurter Juden. Danach wurde Heuberger Repräsentant der Jewish Claims Conference Deutschland, engagierte sich in der Frage der Restitution von Kunst- und Kulturgütern und erreichte eine pauschale Einmalzahlung an die noch lebenden Budapester Juden als Entschädigung für ihre Ghettoisierung und Zwangsarbeit. Heuberger war Vorsitzender des Vereins der Freunde und Förderer des Leo Baeck Instituts.
2006 wurde Heuberger mit dem Bundesverdienstkreuz am Bande des Verdienstordens der Bundesrepublik Deutschland ausgezeichnet.
Georg Heuberger war verheiratet mit Rachel Heuberger.